# Mutiny de Tampa Bay
Pour les articles homonymes, voir Mutiny.
Maillots
Le Mutiny de Tampa Bay (en anglais : Tampa Bay Mutiny) est un ancien club franchisé de soccer basé à Tampa, en Floride. Fondé en 1995, il a évolué en Major League Soccer entre 1996 et 2001.

## Histoire

### Les débuts prometteurs
En 1994, la Major League Soccer nouvellement fondée annonce vouloir installer une franchise dans l'aire urbaine de la baie de Tampa. Avec le succès des Rowdies de Tampa Bay en North American Soccer League, les dirigeants de la ligue considèrent la région de Tampa comme une zone fertile pour la MLS.
Comme le Burn de Dallas et le Clash de San José, le Mutiny est la propriété de la MLS, cette dernière ayant l'espoir de pouvoir trouver des investisseurs privés locaux.
Dès sa première saison, Tampa Bay s'illustre par la signature de joueurs talentueux comme Carlos Valderrama, Roy Lassiter et Martín Vásquez. La franchise connaît une saison 1996 exceptionnelle avec un succès immédiat en saison régulière qui permet de remporter le MLS Supporters' Shield. Malheureusement, le parcours intéressant se termine en finale de conférence contre le D.C. United, futur vainqueur de la première édition du nouveau championnat professionnel. Carlos Valderrama est récompensé avec le trophée du meilleur joueur de MLS et Roy Lassiter est couronné MLS Golden Boot en tant que meilleur buteur en saison régulière avec vingt-sept réalisations. La saison 1997 est plus nuancée avec une deuxième place dans la conférence mais une élimination précoce en demi-finale de conférence.

### Le stade et les difficultés financières
En 1998, la municipalité de Tampa fait fermer le Tampa Stadium pour une démolition l'année suivante. Le Mutiny est donc contraint de déménager au nouveau Raymond James Stadium à compter de la saison 1999 avec un bail de location moins bénéfique pour la jeune franchise. Dans le même temps, le club voit ses affluences aux guichets diminuer ce qui limite les revenus les jours de matchs. Ces revenus sont très largement absorbés par le bail du stade qui revient aux Buccaneers de Tampa Bay, propriétaires du stade. Cette situation n'est alors pas favorable à l'arrivée d'investisseurs locaux.
En 2001, les affluences sont sous le seuil de 11 000 spectateurs par rencontre, parmi les pires dans la ligue. Face à des pertes se chiffrant à plus de deux millions de dollars par année, la MLS demande à Malcolm Glazer et sa famille, propriétaires des Buccaneers qui évoluent en National Football League, de racheter le Mutiny pour essuyer les pertes financières. Après réflexion, la famille Glazer décline l'offre, ne laissant pas d'autre choix à la ligue que de faire cesser les activités de sa franchise de Tampa Bay, en même temps que sa voisine floridienne du Fusion de Miami, en janvier 2002.

## Palmarès et records

### Palmarès
| Compétitions nationales                                                | Trophées mineurs                               |
| - Major League Soccer - Vainqueur du MLS Supporters' Shield (1) : 1996 | - Copa de Puerto Rico (1) : - Vainqueur : 2000 |

### Bilan par saison
| Saison | Saison régulière | Saison régulière | Saison régulière | Saison régulière | Saison régulière | Saison régulière | Saison régulière | Position | Position | Coupe MLS                 | US Open Cup         | Coupe des champions CONCACAF | Affl. moy. saison régulière | Affl. moy. séries éliminat. |
| Saison | M                | V                | N                | D                | BP               | BC               | Pts              | Conf.    | Ligue    | Coupe MLS                 | US Open Cup         | Coupe des champions CONCACAF | Affl. moy. saison régulière | Affl. moy. séries éliminat. |
| ------ | ---------------- | ---------------- | ---------------- | ---------------- | ---------------- | ---------------- | ---------------- | -------- | -------- | ------------------------- | ------------------- | ---------------------------- | --------------------------- | --------------------------- |
| 1996   | 32               | 20               | [ note 1 ]       | 12               | 66               | 51               | 58               | 1er/5    | 1er/10   | Finale de conférence      | Quart de finale     | Non qualifié                 | 11 679                      | 9 740                       |
| 1997   | 32               | 17               | [ note 1 ]       | 15               | 60               | 45               | 45               | 2e/5     | 3e/10    | Demi-finale de conférence | Quart de finale     | Non qualifié                 | 11 333                      | 8 272                       |
| 1998   | 32               | 12               | [ note 1 ]       | 20               | 46               | 57               | 34               | 5e/6     | 9e/12    | Non qualifié              | Quart de finale     | Non qualifié                 | 10 312                      | N/Q                         |
| 1999   | 32               | 14               | [ note 1 ]       | 18               | 51               | 50               | 32               | 3e/6     | 7e/12    | Demi-finale de conférence | Quart de finale     | Non qualifié                 | 13 106                      | 14 392                      |
| 2000   | 32               | 16               | 4                | 12               | 62               | 50               | 52               | 2e/4     | 4e/12    | Quart de finale           | Huitièmes de finale | Non qualifié                 | 9 452                       | 5 583                       |
| 2001   | 27               | 4                | 2                | 21               | 32               | 68               | 14               | 4e/4     | 12e/12   | Non qualifié              | Deuxième tour       | Non qualifié                 | 10 479                      | N/Q                         |

#### Meilleurs buteurs par saison
| Saison | Meilleurs buteurs | Meilleurs buteurs |
| Saison | Joueurs           | Buts              |
| ------ | ----------------- | ----------------- |
| 1996   | Roy Lassiter      | 34                |
| 1997   | Roy Lassiter      | 10                |
| 1997   | Gilmar            | 10                |
| 1998   | Mauricio Ramos    | 10                |
| 1999   | Musa Shannon      | 14                |
| 2000   | Mamadou Diallo    | 29                |
| 2001   | Mamadou Diallo    | 10                |

## Entraîneurs
Le tableau suivant présente la liste des entraîneurs du club de 1996 à 2001.
| Rang | Entraîneur         | Nationalité | Début            | Fin             | Matchs | Victoires | Nuls | Défaites | % victoires | Palmarès                         |
| ---- | ------------------ | ----------- | ---------------- | --------------- | ------ | --------- | ---- | -------- | ----------- | -------------------------------- |
| 1    | Thomas Rongen      | Pays-Bas    | Début 1996       | 5 novembre 1996 | 38     | 21        | 4    | 13       | 55.26%      | 1x MLS Supporters' Shield (1996) |
| 2    | John Kowalski      | États-Unis  | 15 novembre 1996 | 8 juin 1998     | 51     | 18        | 7    | 26       | 35.29%      |                                  |
| 3    | Tim Hankinson      | États-Unis  | 8 juin 1998      | 17 octobre 2000 | 91     | 35        | 21   | 35       | 38.46%      |                                  |
| 4    | Alfonso Mondelo    | Espagne     | 6 décembre 2000  | 5 juillet 2001  | 17     | 3         | 1    | 13       | 17.65%      |                                  |
| 5    | Perry Van der Beck | États-Unis  | 5 juillet 2001   | 8 janvier 2002  | 11     | 1         | 1    | 9        | 9.09%       |                                  |

## Stades
- 1996-1998: Houlihan's Stadium
- 1999-2001: Raymond James Stadium

## Joueurs marquants
- Mamadou Diallo (2000-2001)
- Mark Dougherty (1996-1997)
- Giuseppe Galderisi (1996-1997)
- Frankie Hejduk (1996-1998)
- Cle Kooiman (1996-1997)
- Roy Lassiter
- Thomas Ravelli (1998)
- Carlos Valderrama (1996-1997, 1999-2001)
- Jan Eriksson (1998-1999)
- Jacek Ziober (1997-1999)